# Možajskij
Il quartiere Možajskij (in russo Можайский район?) è un quartiere di Mosca sito nel Distretto Occidentale.
La storia dell'area è associata a quella della città di Kuncevo, dalla cui inclusione nel territorio di Mosca nel 1960 e successiva ripartizione nel 1991 deriva il quartiere attuale.
Nel XIX secolo lungo il fiume Setun l'area ospitava numerose fabbriche: tessiture, filature, concerie, lanifici, nonché un'impresa russo-belga produttrice di accessori per la caccia, un'impresa produttrice di aghi (1908) e una fabbrica di lavorazione del cromo (1915).